# Campeonato Europeo de Taekwondo de 2022
El XXV Campeonato Europeo de Taekwondo se celebró en Mánchester (Reino Unido) entre el 19 y el 22 de mayo de 2022 bajo la organización de la Unión Europea de Taekwondo (ETU) y la Federación Británica de Taekwondo.
Las competiciones se realizaron en el Manchester Regional Arena de la ciudad inglesa.

## Medallistas

### Masculino
| Evento         | Oro                       | Plata                             | Bronce                                                    |
| -------------- | ------------------------- | --------------------------------- | --------------------------------------------------------- |
| –54 kg (19.05) | Omar Salim · Hungría      | Görkem Polat Turquía              | Deniz Dağdelen · Turquía · Josip Teskera · Croacia        |
| –58 kg (20.05) | Cyrian Ravet Francia      | Jack Woolley Irlanda              | Vito Dell'Aquila · Italia · Adrián Vicente Yunta · España |
| –63 kg (19.05) | Hakan Reçber Turquía      | Souleyman Alaphilippe Francia     | Joan Jorquera Cala · España · Imran Özkaya · Alemania     |
| –68 kg (21.05) | Bradly Sinden Reino Unido | Javier Pérez Polo · España        | Théo Lucien Francia Nimrod Krivishki Israel               |
| –74 kg (22.05) | Stefan Takov Serbia       | Nedžad Husić Bosnia y Herzegovina | Muhammed Yıldız · Turquía · Badr Achab · Bélgica          |
| –80 kg (21.05) | Simone Alessio · Italia   | Edi Hrnic Dinamarca               | Toni Kanaet · Croacia · Richard Ordemann · Noruega        |
| –87 kg (20.05) | Ivan Šapina · Croacia     | Raúl Martínez García · España     | Patrik Divkovič Eslovenia Enbiya Taha Biçer Turquía       |
| +87 kg (22.05) | Emre Ateşli Turquía       | Iván García Martínez · España     | Radik İsayev · Azerbaiyán · Paško Božić · Croacia         |

### Femenino
| Evento         | Oro                            | Plata                            | Bronce                                                |
| -------------- | ------------------------------ | -------------------------------- | ----------------------------------------------------- |
| –46 kg (21.05) | Lena Stojković · Croacia       | Emine Göğebakan Turquía          | Michal Zrihen Portugal Rivka Bayech Israel            |
| –49 kg (19.05) | Merve Dinçel Turquía           | Abishag Semberg Israel           | Adriana Cerezo · España · Bruna Duvančić · Croacia    |
| –53 kg (19.05) | Zeliha Ağrıs Turquía           | Alma Pérez Parrado · España      | Ela Aydin · Alemania · Ivana Duvančić · Croacia       |
| –57 kg (22.05) | Hatice Kübra İlgün Turquía     | Patrycja Adamkiewicz · Polonia   | Giada Al Halwani · Italia · Jade Jones · Reino Unido  |
| –62 kg (22.05) | Jone Magdaleno · España        | Petra Štolbová · República Checa | Sarah Chaari · Bélgica · Kimia Alizadeh · RTA         |
| –67 kg (21.05) | Cecilia Castro Burgos · España | Magda Wiet-Hénin Francia         | Aleksandra Perišić Serbia Lauren Williams Reino Unido |
| –73 kg (20.05) | Althéa Laurin Francia          | Nika Klepac · Croacia            | Rebecca McGowan Reino Unido Marie-Paule Blé Francia   |
| +73 kg (20.05) | Bianca Walkden Reino Unido     | Aleksandra Kowalczuk · Polonia   | Solène Avoulette Francia Nafia Kuş Turquía            |

## Medallero
| Núm. | País                 | Oro | Plata | Bronce | Total |
| ---- | -------------------- | --- | ----- | ------ | ----- |
| 1    | Turquía              | 5   | 2     | 4      | 11    |
| 2    | España               | 2   | 4     | 3      | 9     |
| 3    | Francia              | 2   | 2     | 3      | 7     |
| 4    | Croacia              | 2   | 1     | 5      | 8     |
| 5    | Reino Unido          | 2   | 0     | 3      | 5     |
| 6    | Italia               | 1   | 0     | 2      | 3     |
| 7    | Serbia               | 1   | 0     | 1      | 2     |
| 8    | Hungría              | 1   | 0     | 0      | 1     |
| 9    | Polonia              | 0   | 2     | 0      | 2     |
| 10   | Israel               | 0   | 1     | 2      | 3     |
| 11   | Bosnia y Herzegovina | 0   | 1     | 0      | 1     |
| 11   | Dinamarca            | 0   | 1     | 0      | 1     |
| 11   | Irlanda              | 0   | 1     | 0      | 1     |
| 11   | República Checa      | 0   | 1     | 0      | 1     |
| 15   | Bélgica              | 0   | 0     | 2      | 2     |
| 15   | Alemania             | 0   | 0     | 2      | 2     |
| 17   | Azerbaiyán           | 0   | 0     | 1      | 1     |
| 17   | Eslovenia            | 0   | 0     | 1      | 1     |
| 17   | Noruega              | 0   | 0     | 1      | 1     |
| 17   | Portugal             | 0   | 0     | 1      | 1     |
| 17   | RTA                  | 0   | 0     | 1      | 1     |
|      | TOTAL                | 16  | 16    | 32     | 64    |